# 켈빈그로브 공원

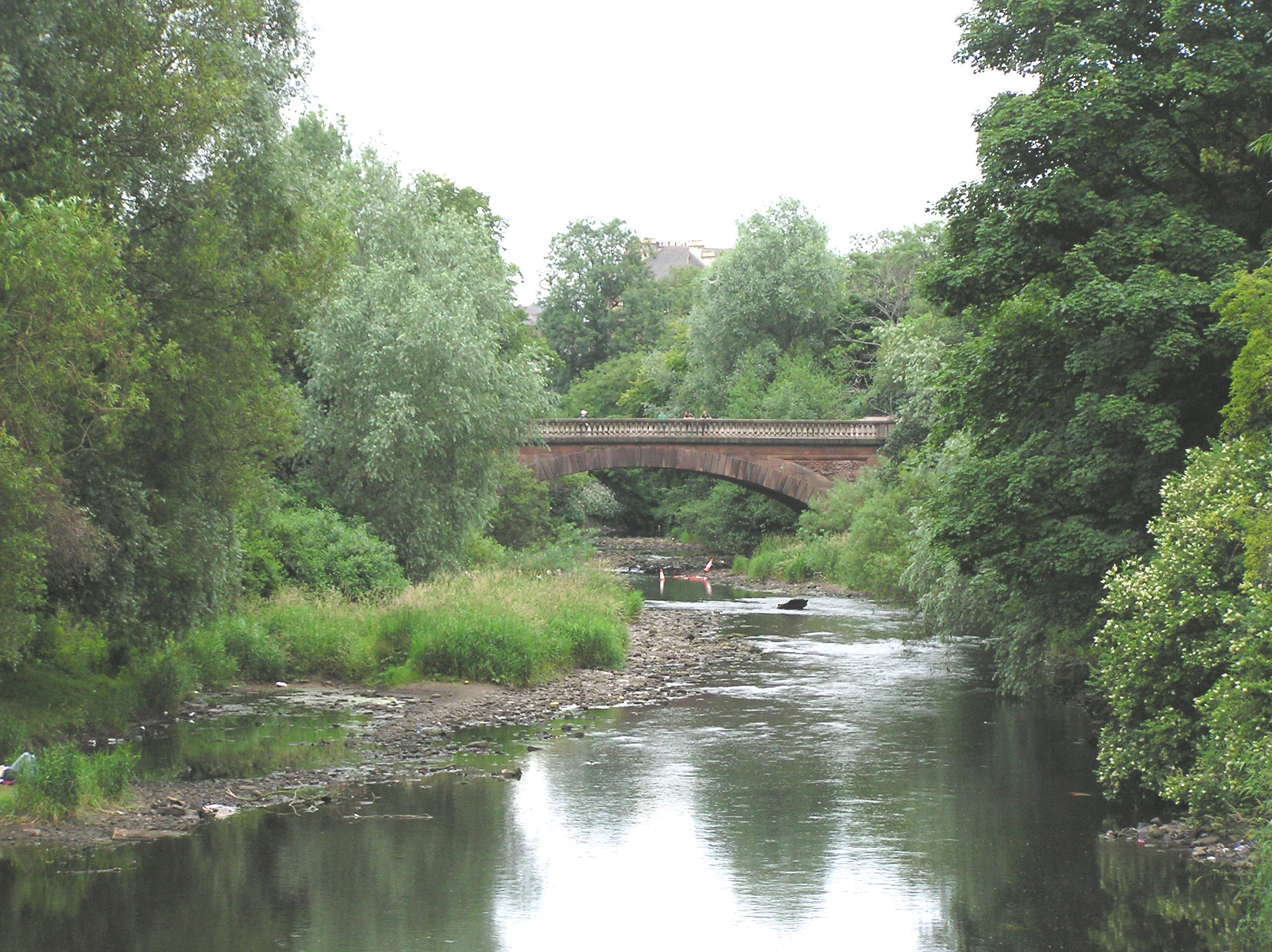

켈빈그로브 공원(Kelvingrove Park)은 스코틀랜드 글래스고시 웨스트엔드의 켈빈강에 위치한 공원이다. 켈빈그로브 미술관 및 박물관이 위치해 있다.
이 공원의 원래 이름은 웨스트엔드파크(West End Park)이며 1852년 설립되었다. 일부는 조지프 팩스턴 경이 디자인했다.
이 공원은 3개의 박람회 지역을 보유하고 있다: 1888년 국제 박람회, 1901년 국제 박람회, 1911년 스코틀랜드 박람회.

## 위치 및 기능
이 공원의 크기는 34헥타르이며 글래스고의 웨스트엔드에 위치해 있다. 이 지역에서 볼 수 있는 새로는 왜가리, 민물가마우지, 물총새, 청둥오리, 비오리가 있다. 그 외의 동물로는 붉은여우, 시궁쥐, 수달이 있다.